# NGC 131
NGC 131 je galaksija u zviježđu Kipar.

## Vanjske poveznice
- SEDS: NGC 0131